# Kanton Haute Lande Armagnac
Haute Lande Armagnac is een kanton van het Franse departement Landes. 
Het kanton ligt in het arrondissement Mont-de-Marsan  Het werd opgericht bij decreet van 18.2.2014 en is effectief na de departementale verkiezingen op 22.3.2015. Het is 2448 km² groot en telt (2013) 22274 inwoners.
Het omvat gemeenten van de voormalige kantons Sore, Roquefort, Gabarret, Labrit en Sabres.

## Gemeenten
Het kanton Haute Lande Armagnac omvat de volgende gemeenten:
- Argelouse
- Arue
- Arx
- Baudignan
- Bélis
- Betbezer-d'Armagnac
- Bourriot-Bergonce
- Brocas
- Cachen
- Callen
- Canenx-et-Réaut
- Cère
- Commensacq
- Créon-d'Armagnac
- Escalans
- Escource
- Estigarde
- Gabarret
- Garein
- Herré
- Labastide-d'Armagnac
- Labouheyre
- Labrit (hoofdplaats)
- Lagrange
- Lencouacq
- Losse
- Lubbon
- Luglon
- Luxey
- Maillas
- Maillères
- Mauvezin-d'Armagnac
- Parleboscq
- Retjons
- Rimbez-et-Baudiets
- Roquefort
- Sabres
- Saint-Gor
- Saint-Julien-d'Armagnac
- Saint-Justin
- Sarbazan
- Le Sen
- Solférino
- Sore
- Trensacq
- Vert
- Vielle-Soubiran